# (523699) 2014 GH54
(523699) 2014 GH54 est un objet transneptunien de la famille des objets épars, ayant un diamètre estimé à environ 230 km.